# Coup Napoleon

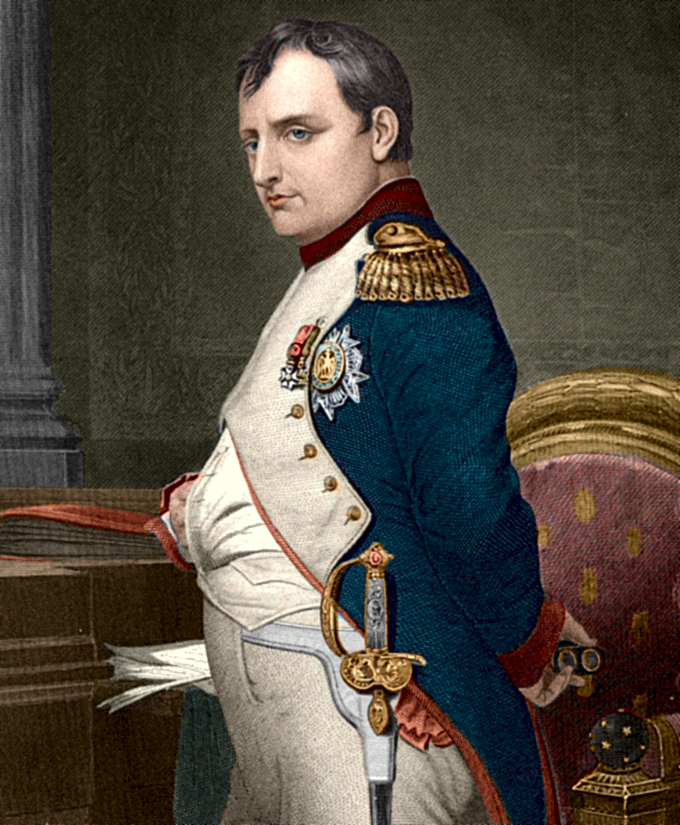
Napoleon Bonaparte

De Coup Napoleon is een standaardcombinatie die bij het dammen vooral in klassieke partijen een rol speelt. Kenmerkend voor een Coup Napoleon is de slagverlenging in de eindslag. In plaats van direct naar dam slaan worden eerst nog twee stukken op dezelfde rij geslagen.
De bekendste uitleg van de naam Coup Napoleon is dat de beroemde keizer en veldheer Napoleon Bonaparte de combinatie als eerste uitvoert. In het boekje Dammen met Koeperman vertelt Ir. Iser Koeperman dat Napoleon, voorafgaande aan een belangrijke veldslag, een partij speelde tegen een adjudant. De uitslag van de partij zou een voorteken zijn van de afloop van de komende strijd.
Napoleon kwam tot schrik van de omstanders in grote problemen; zie diagram. Met wit stond hij aan te kijken tegen de dreiging (17-21). Wat nu te doen? Plotseling kreeg hij een ingeving en speelde 28-22!! (17×46) 38-32 (46×28) 26-21 (16×27) 31×2 waarna hij de felicitaties in ontvangst kon nemen. In de echte veldslag die volgde kwam de vijand sterk opzetten, maar Napoleons leger twijfelde geen moment aan de overwinning. 
Dit verhaal heeft zeker bijgedragen aan de legende rond de oorsprong van de Coup Napoleon, maar het is geheel verzonnen. Het is zelfs niet bekend of de keizer wel een liefhebber was van het damspel. Er zijn wel enkele schaakpartijen van hem bekend. Hoe de slagzet dan wel aan zijn naam is gekomen, is onbekend.

## Trivia
Er bestaat ook een coupé Napoléon, een van de zeven gebouwde exemplaren van de Bugatti Royale type 41. Er zijn er slechts drie verkocht en commercieel was het een flop. De enorme coupé Napoléon was eigendom van Ettore Bugatti en de herkomst van de toevoeging Napoléon is ook hier in nevelen gehuld.